# Beneath the Skin
Beneath The Skin (Dentro De La Piel en español) es el segundo álbum de estudio de la banda de indie folk islandesa Of Monsters and Men, publicado el 8 de junio de 2015 en Islandia y un día después en el resto del mundo.

## Recepción

### Comercial
El 27 de junio de 2015, Beneath The Skin debutó en el tercer puesto en la lista estadounidense Billboard 200, vendiendo 61 000 copias en su primera semana (incluyendo 57 000 físicas). El álbum fue recibido con muy buenas críticas, convirtiéndose en el más vendido de la banda, por delante de My Head Is An Animal. Además de todo ello, el álbum entró en la UK Albums Chart en el puesto número 10, vendiendo 8.437 copias. Cayó al número 40 con 2.749 unidades vendidas en su segunda semana en la lista.

## Lista de canciones
| N.º | Título                 | Escritor(es)                                                                 | Duración |  |
| 1.  | «Crystals»             | Nanna Bryndís Hilmarsdóttir, Ragnar Þórhallsson, Arnar Rósenkranz Hilmarsson | 4:02     |  |
| 2.  | «Human»                | Nanna Bryndís Hilmarsdóttir, Ragnar Þórhallsson                              | 3:58     |  |
| 3.  | «Hunger»               | Nanna Bryndís Hilmarsdóttir, Ragnar Þórhallsson                              | 4:50     |  |
| 4.  | «Wolves Without Teeth» | Nanna Bryndís Hilmarsdóttir, Ragnar Þórhallsson, Arnar Rósenkranz Hilmarsson | 3:58     |  |
| 5.  | «Empire»               | Nanna Bryndís Hilmarsdóttir, Ragnar Þórhallsson, Arnar Rósenkranz Hilmarsson | 4:22     |  |
| 6.  | «Slow Life»            | Nanna Bryndís Hilmarsdóttir, Ragnar Þórhallsson, Arnar Rósenkranz Hilmarsson | 5:43     |  |
| 7.  | «Organs»               | Nanna Bryndís Hilmarsdóttir, Ragnar Þórhallsson                              | 4:31     |  |
| 8.  | «Black Water»          | Nanna Bryndís Hilmarsdóttir, Ragnar Þórhallsson, Arnar Rósenkranz Hilmarsson | 4:13     |  |
| 9.  | «Thousand Eyes»        | Nanna Bryndís Hilmarsdóttir, Ragnar Þórhallsson                              | 4:02     |  |
| 10. | «I of the Storm»       | Nanna Bryndís Hilmarsdóttir, Ragnar Þórhallsson, Arnar Rósenkranz Hilmarsson | 4:36     |  |
| 11. | «We Sink»              | Nanna Bryndís Hilmarsdóttir, Ragnar Þórhallsson, Arnar Rósenkranz Hilmarsson | 4:23     |  |

| Deluxe edition |                                                    |          |  |
| N.º            | Título                                             | Duración |  |
| 12.            | «Backyard»                                         | 4:19     |  |
| 13.            | «Winter Sound»                                     | 3:42     |  |
| 14.            | «Black Water» (Chris Taylor of Grizzly Bear Remix) | 4:27     |  |
| 15.            | «I of the Storm» (Alex Somers Remix)               | 4:32     |  |

## Posicionamiento
| Lista (2015)                       | Mejor posición |
| ---------------------------------- | -------------- |
| Australia (ARIA)                   | 4              |
| Austria (Ö3 Austria)               | 20             |
| Bélgica (Ultratop flamenca)        | 23             |
| Bélgica (Ultratop valona)          | 50             |
| Canadá (Billboard Canadian Albums) | 1              |
| Países Bajos (Album Top 100)       | 17             |
| Francia (SNEP)                     | 62             |
| Alemania (Media Control Charts)    | 10             |
| Italia (FIMI)                      | 28             |
| Nueva Zelanda (Recorded Music NZ)  | 10             |
| Noruega (VG-lista)                 | 40             |
| España (PROMUSICAE)                | 27             |
| Suiza (Schweizer Hitparade)        | 6              |
| Reino Unido (UK Albums Chart)      | 10             |
| Estados Unidos (Billboard 200)     | 3              |